# Amphibolia succulenta
Amphibolia succulenta är en isörtsväxtart som först beskrevs av L. Bol., och fick sitt nu gällande namn av H. E. K. Hartmann. Amphibolia succulenta ingår i släktet Amphibolia och familjen isörtsväxter. Inga underarter finns listade i Catalogue of Life.